# Édouard-Thomas Simon
Pour les articles homonymes, voir Simon.
Édouard-Thomas Simon, dit « Simon de Troyes », né le 16 octobre 1740 à Troyes, mort le 4 avril 1818 à Besançon, est un médecin et bibliothécaire français.

## Biographie
Simon exerça pendant vingt ans la médecine à Troyes, avant de venir, en 1786, s’installer à Paris, où il partagea son temps entre sa profession et la culture des lettres. Au commencement de la Révolution, il fut nommé membre des Conseils de salubrité, de secours publics, etc. de la capitale.
Lors de l’établissement de la Constitution de l'an III, Simon de Troyes fit adopter le plan d’une bibliothèque commune aux deux Conseils législatifs, en devint conservateur, et, sous le Consulat, passa, avec le même titre, à la bibliothèque du Tribunat.
Après la suppression du Tribunat, il entra dans l’instruction publique, et devint professeur de belles-lettres au lycée de Besançon, et y resta jusqu’aux dernières années de sa vie, sans cesser de s’occuper de littérature. Pendant son séjour à Troyes, il avait collaboré à la rédaction du Journal de Troyes, de 1782 à 1786, et à la confection de l’Almanach de la Ville et du Diocèse de Troyes, avec l’abbé Courtalon-Delaître, 12 vol. in-32, de 1776 à 1787.
Simon avait été et resta lié avec historien troyen Pierre-Jean Grosley jusqu’à la mort de ce dernier. Il est auteur d’ouvrages assez nombreux parmi lesquels des poésies traduites du grec, du latin, de l’italien. Il a écrit sous les noms de plume « Edward Tom Yomns » et « M. S***D. M. » Son fils était le général de division Édouard-François Simon.

## Publications
- Saint-Louis, poème abrégé de celui du père Lemoine ;
- Traduction complète des Épigrammes de Martial ;
- Épitre sur le respect dû aux grands hommes, Amsterdam (Troyes), 1765, in-8o ;
- L’Hermaphrodite, ou Lettre de Grand-Jean à Françoise Lambert, sa femme, suivie d’Anne de Boulen à Henri VIII, roi d’Angleterre, son époux, Héroïde nouvelle, et de deux Idilles, Grenoble et Paris, 1765, in-8o ;
- Histoire des malheurs de la famille Calas, Héroide, s. 1. 1765, in-8o ;
- Notice sur Grosley. s. 1. 1786, in-12, et en tête des Mémoires historiques de Grosley, 18H, in-8o ;
- Choix de poésies, traduites du grec, du latin et de l’italien, par E. T. S. D. T., Londres, 1786, 2 vol. in-24 ;
- Les Muses provinciales, Paris, 1788, in-12 ;
- Les Brochures, Dialogue en vers, Paris, 1788, in-8o ;
- Essai politique sur les Révolutions inévitables des sociétés civiles, par Antoine de Giuliani. Traduit de l’Italien. Paris, 1791, in-8o ;
- Coup d’œil d’un républicain sur les Tableaux de l’Europe (par de Calonne), Bruxelles (Paris), 1796, in-12 ;
- La Clémence royale ou Précis historique d’un soulèvement populaire arrivé en Angleterre sous Richard II, Paris, 1796, in-8o ;
- Correspondance de l’armée française en Égypte interceptée par l’escadre de Nelson, publiée à Londres avec une carte de la Basse-Égypte, Paris, an VII, in-8o ;
- Essai sur un poème espagnol, intitulé l’Araucana, avec l’extrait et la traduction des morceaux les plus saillants de cet ouvrage, Paris, an IX, in-4° ;
- Nouvelles morales exemplaires et manuscrites, à l’usage de la jeunesse, traduites de l’italien de Francesco Soave, Seconde édition, augmentée d’une deuxième partie. Paris, an XI-1802, 2 vol. in-12.Une première édition de cet ouvrage sous le titre de Contes moraux avait déjà paru en 1790, in-12.
- Mutius ou Rome libre, tragédie. Paris, 1802, in-16 ;
- L’Ami d’Anacréon, ou choix de chansons, Paris, an XIl-1804, in-18 ;
- L’Orphelin de la Forêt-Noire, roman. Paris, 1812, 4 vol. in-12 ;
- Saint-Louis, poème héroïque et chrétien... suivi de deux odes du même auteur, Paris, 1616, in-8o ;
- Traduction en prose et imitations en vers, nouvelles et complètes avec texte latin en regard des Épigrammes de M. Val. Martial. Paris, 1819, 3 vol. in-8o, publiées par son fils.

Simon de Troyes a en outre laissé en manuscrit une Traduction française des cent contes de Girolamo Morlini, précédée du texte latin, datée de Naples, 1800. Elle se trouve à la Bibliothèque de Troyes.

## Sources
- Mémoires de la Société académique d'agriculture, des sciences, arts et belles-lettres du département de l'Aube, t. 7, nos 37 à 40, Société académique d’agriculture, des sciences, arts et belles-lettres du département de l’Aube, 1856, p. 491.
- Émile Socard, Biographie des personnages de Troyes et du département de l'Aube, Paris, L. Lacroix, 1882, p. 391.

Les archives privées de la famille Simon conservées aux Archives nationales françaises sous la cote 679 AP comprennent des lettres échangées avec son fils, Edouard-François, ainsi que plusieurs écrits de sa main, dont certains inédits. 